# Fessy
Fessy é uma comuna francesa na região administrativa de Auvérnia-Ródano-Alpes, no departamento da Alta Saboia. Estende-se por uma área de 8.5 km². Em 2010 a comuna tinha 983 habitantes (densidade: 115,6 hab./km²).